# Тугомир Алаупович
Д-р Тугомир Алаупович (Tugomir Alaupović) (1870 – 1958) е един от най-известните хърватски книжовници от Босна и Херцеговина от края на 19 и първата половина на 20 век. Той е учител и наставник на носителя на Нобелова награда, Иво Андрич.

## Биография и творчество
Името на Тугомир Алаупович се свързва с хърватското културно дружество в Босна и Херцеговина, основано през 1902 г. в родния му град Травник, което бързо се разраства и през 1904 г. в Сараево, по негово предложение, е наречено „Напредък“. Това дружество има за цел да подпомага финансово хърватски ученици и да им осигурява работа след завършване на образованието. Иво Андрич е един от тези ученици, на които Тугомир Алаупович чрез дружество „Напредък“ помага да продължи образованието си.
Според Владимир Чорович („Литературата в Босна и Херцеговина“, 1925) Тугомир Алаупович е един от най-добрите писатели от старата школа, израсли в католическата църковна среда в Травник. Но той не може да излезе извън тази среда, макар че в сравнение с предшествениците си, Тугомир Алаупович постига чувствителен напредък със своето поетично творчество. Неговото творчество е тясно свързано с католическата традиция. През 1907 г. издава книга за книжовника францисканец от 19 век Иван Франьо Юкич (1818 – 1857).
Понеже след Първата световна война литературният живот в Босна и Херцеговина чувствително запада, тъй като част от най-добрите босненски писатели умират (Петар Кочич, Алекса Шантич и др.), голяма част от останалите (Йован Дучич, Иво Андрич и др.), сред които и Тугомир Алаупович, заминават предимно за Белград.
Непосредствено след края на Първата световна война д-р Тугомир Алаупович става министър на вероизповеданията в първото правителство на Кралството на сърби, хървати и словенци. На този пост той за втори път помага на Иво Андрич, като през 1919 г. го назначава за чиновник в Министерството на вероизповеданията.
На този министерски пост д-р Тугомир Алаупович остава доста дълго. Като такъв той усилено помага за поддръжката и развитието на манастири и училища в Босна и Херцеговина. През 1926 г., заедно с Иво Андрич, той посещава манастира в Яйце. През 1931 г. ходатайства пред министъра на просветата частната гимназия в Широки Бриег да стане отново обществена без каквито и да било ограничения.
Тугомир Алаупович е добър познавач на историята на католическите манастири в Босна и Херцеговина след падането ѝ под турска власт. През 1926 г. той казва: „От това време, през тези четиристотин години, няма лист в босненската история, който да не е изписан с потта и кръвта на босненския католически монах.“
Тугомир Алаупович в своето книжовно творчество набляга на културното наследство от миналото, като за хърватския книжовник Андрия Качич Миошич пише през 1909 и по-късно, през 1956 г.: „Качич издигна здрава постройка, твърди основи, върху които е изградена цялата ни модерна литература.“